# Shull Rocks
Die Shull Rocks sind eine Kette aus einer niedrigen und verschneiten Insel sowie ebensolchen Rifffelsen vor der Loubet-Küste des Grahamlands auf der Antarktischen Halbinsel. Sie liegen 16 km nordwestlich des Kap Rey im Crystal Sound.
Von 1958 bis 1959 durchgeführte Vermessungen des Falkland Islands Dependencies Survey dienten ihrer Kartierung. Das UK Antarctic Place-Names Committee benannte die Gruppe 1960 nach dem US-amerikanischen Physiker und Nobelpreisträger Clifford Shull (1915–2001), der mittels Neutronenstreuung eine Methode entwickelte, die Position von Wasserstoffatomen im Eis zu bestimmen.